# Apaphristis themeliota
Apaphristis themeliota is een vlinder uit de familie zakjesdragers (Psychidae). De wetenschappelijke naam van deze soort is voor het eerst geldig gepubliceerd in 1915 door Meyrick.